# Бэри, Мари Блэйз де
Мари Блэйз де Бэри или Мария-Полина-Роза-Стюарт де Бэри (англ. Marie Blaze de Bury; нем. Marie Pauline Rose Blaze de Bury, geb. Stuart; 1813[…], Обан, Аргайл — 1894[…] — французская и английская писательница и журналистка, известная под псевдонимами Гамильтон Мюррей (англ. «Hamilton Murray») и Артур Дадли (англ. «Arthur Dudley»); хозяйка литературного салона.

## Биография
Мари Бэри родилась в Обане на западе Шотландии примерно в 1813 году. Её родителем или опекуном был армейский офицер по имени Уильям Стюарт, но ходили слухи, что её настоящим отцом был видный государственный деятель лорд Генри Брум. Когда девочке исполнилось девять лет, ее отправили во Францию, где она и получила образование.
Уже 18-летней девушкой, она напечатала ряд обративших на себя внимание новелл и критических статей в «Revue de Paris» и «Revue des Deux Mondes»; она использовала псевдоним от английского имени «Артур Дадли», и ее работы почти всегда содержали политический аспект. Она писала на французском, английском и немецком языках. Бэри была категорически против правления Наполеона и ходили слухи, что она могла быть агентом Австрии или Англии, но подтверждения этому найдено не было. 

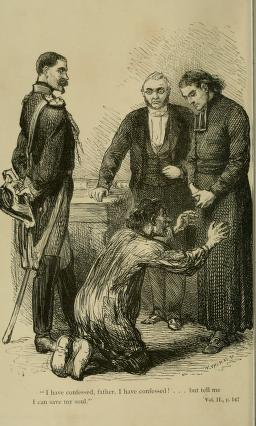
Иллюстрация из книги Бэри «Всё ради жадности» (1868 год)

В 1848 году она написала «Милдред Вернон» (англ. «Mildred Vernon»); рассказ о парижской жизни в последние дни монархии под псевдонимом Гамильтон Мюррей.
В следующем году она написала «Леони Вермонт: История настоящего времени», еще один трехтомный роман. Следующим трехтомным романом стал роман «Фалькенбург: Повесть о Рейне», который был опубликован в 1851 году.
Работы Мари Блэйз де Бэри включают «Путешествие в Австрию, Венгрию и Германию во время событий 1848 и 1849 годов» (см. Революции 1848—1849 годов), которое было опубликовано в 1851 году. В 1852 году она опубликовала биографию и письма Елизаветы Богемской.
Она часто писала для журнала Once a Week  о салонах Парижа, также она публиковалась в «Revue des Deux Mondes» и «Blackwood’s Magazine».
В 1868 году её роман «Всё для жадности» был опубликован в двух томах. В следующем году она опубликовала свой роман «Все для любви».
В 1844 году она вышла замуж за писателя Блаза де Бюри, с которым познакомилась в 1840 году; они жили в Париже и Бэри снова обратилась к родному языку и написала по-английски: «Molière and the French drama» (1846), роман «Germania» (1850), «Memoir of the Princess Palatine of Bohemia» (1853) и другие произведения. 
Когда Мария-Полина-Роза-Стюарт де Бэри умерла в 1894 году, в некрологе, опубликованном в «Таймс», отмечалось, что её жизненные навыки выгодно отличали её от других талантливых женщин.